# Hibiscus laxiflorus
Hibiscus laxiflorus är en malvaväxtart som beskrevs av St.-hil.. Hibiscus laxiflorus ingår i Hibiskussläktet som ingår i familjen malvaväxter. Inga underarter finns listade i Catalogue of Life.